# Liigacup
De Finse Supercup, in Finland Liigacup geheten, geldt traditioneel gezien als de kick-off van het nieuwe voetbalseizoen. De veertien teams uit de Veikkausliiga worden opgesplitst in twee groepen van zeven. In elke groep spelen de teams eenmaal tegen elkaar. De vier beste teams van elke groep gaan door naar de kwartfinale en komen daarmee in de knock-outfase terecht. In 2016 werd voor de laatste keer om deze cup gestreden.

## Finse Supercup finale
| Jaar | Winnaar            | Eindstand | Verliezer         | Locatie   |
| ---- | ------------------ | --------- | ----------------- | --------- |
| 2016 | FC Lahti           | 0–0       | SJK Seinäjoki     | Seinäjoki |
| 2015 | HJK Helsinki       | 2–0       | Rovaniemi PS      | Rovaniemi |
| 2014 | SJK Seinäjoki      | 1–0       | VPS Vaasa         | Seinäjoki |
| 2013 | FC Lahti           | 2–1       | JJK Jyväskylä     | Lahti     |
| 2012 | TPS Turku          | 1–1       | HJK Helsinki      | Helsinki  |
| 2011 | FC Honka           | 3–0       | Tampere United    | Espoo     |
| 2010 | FC Honka           | 0–0       | JJK Jyväskylä     | Helsinki  |
| 2009 | Tampere United     | 2–0       | HJK Helsinki      | Vantaa    |
| 2008 | FC Inter Turku     | 1–0       | TPS Turku         | Helsinki  |
| 2007 | FC Lahti           | 0–0       | FC Inter Turku    | Helsinki  |
| 2006 | Kuopion Palloseura | 2–1       | FC KooTeePee      | Helsinki  |
| 2005 | AC Allianssi       | 3–1       | FC Lahti          | Helsinki  |
| 2004 | AC Allianssi       | 2–2       | FC Lahti          | Helsinki  |
| 2000 | Vaasan Palloseura  | 2–1       | FC Jokerit        | Hanko     |
| 1999 | Vaasan Palloseura  | 3–0       | KTP Kotka         | Lahti     |
| 1998 | HJK Helsinki       | 1–1       | FF Jaro           | Helsinki  |
| 1997 | HJK Helsinki       | 2–0       | Vaasan Palloseura | Helsinki  |
| 1996 | HJK Helsinki       | 3–2       | VPS Vaasa         | Helsinki  |
| 1995 | FC Haka            | 4–2       | HJK Helsinki      | Helsinki  |
| 1994 | HJK Helsinki       | 2–0       | FC Jazz           | Helsinki  |